# Шаолински хроники
„Шаолински хроники“ (на английски: Xiaolin Chronicles) е компютърно анимиран сериал, който е продължение на „Шаолински двубои“. Премиерата на сериала е излъчена на 26 август 2013 г. и приключва на 1 юли 2015 г. Той е продуциран от ActionFliks Media Corporation с участието на френското студио Genao Productions. Това е единственият продукт на „Шаолински двубои“ без участието на „Уорнър Брос Анимейшън“.

## В България
В България сериалът започва излъчване на 16 юни 2014 г. по локалната версия на Картун Нетуърк с разписание всеки делник от 17:35 и приключва на 1 април 2019 г. Дублажът е записан в студио Про Филмс и в него участват Елена Грозданова, Ива Апостолова, Мирослав Цветанов, Петър Бонев, Сава Пиперов, Владимир Зомбори, Иван Велчев и Анислав Лазаров.